# Conte di Huntingdon
Conte di Huntingdon, è un titolo ereditario della nobiltà inglese della Parìa inglese. Si crede che il leggendario eroe Robin Hood sia oggi da identificarsi con Robert, conte di Huntington, la cui pietra tombale di epoca medioevale può essere ancora oggi vista nelle rovine del Priorato di Kirklees.

## Storia
La contea di Huntingdon era anticamente una delle sette contee dell'Inghilterra sassone durante il regno di Edoardo il Confessore. Essa venne creata per Bjorn Eastrithson, cugino di Harold Godwinson (poi re col nome di Aroldo il Sassone).
La contea occupava vasti possedimenti nell'area ad est delle Midlands, tra Northampton e Bedford oltre che a Huntingdon.
Nel 1065 la contea passò a Waltheof, figlio di Siward, conte di Northumbria. Waltheof mantenne questo suo titolo anche con la conquista normanna dell'Inghilterra nel 1066 e ancor più dal 1067 quando egli sposò Giuditta, nipote di Guglielmo il Conquistatore. Dopo essere stato fomentatore di una rivolta, egli venne giustiziato nel 1076 e la contea perse gran parte dei propri possedimenti e del proprio potere.
La contea venne ereditata dalla figlia di Waltheof, Maud, e passò quindi a suo marito, Simon de Senlis e quindi a re Davide I di Scozia.
A seguito della sua morte e durante il regno di Stefano d'Inghilterra, la contea fu oggetto di disputa tra i figli di Maud Simon II e Enrico, principe di Scozia. Enrico II d'Inghilterra, infine, stabilì che il titolo sarebbe passato ai figli del principe Enrico, di cui il primogenito era Malcom, il quale venne poi succeduto da suo fratello Guglielmo e poi da un terzo fratello Davide.
Alla morte di Davide nel 1219 il titolo non venne confermato ai suoi eredi e venne dichiarato estinto per poi essere ricreato altre volte tra il XIV e il XV secolo.

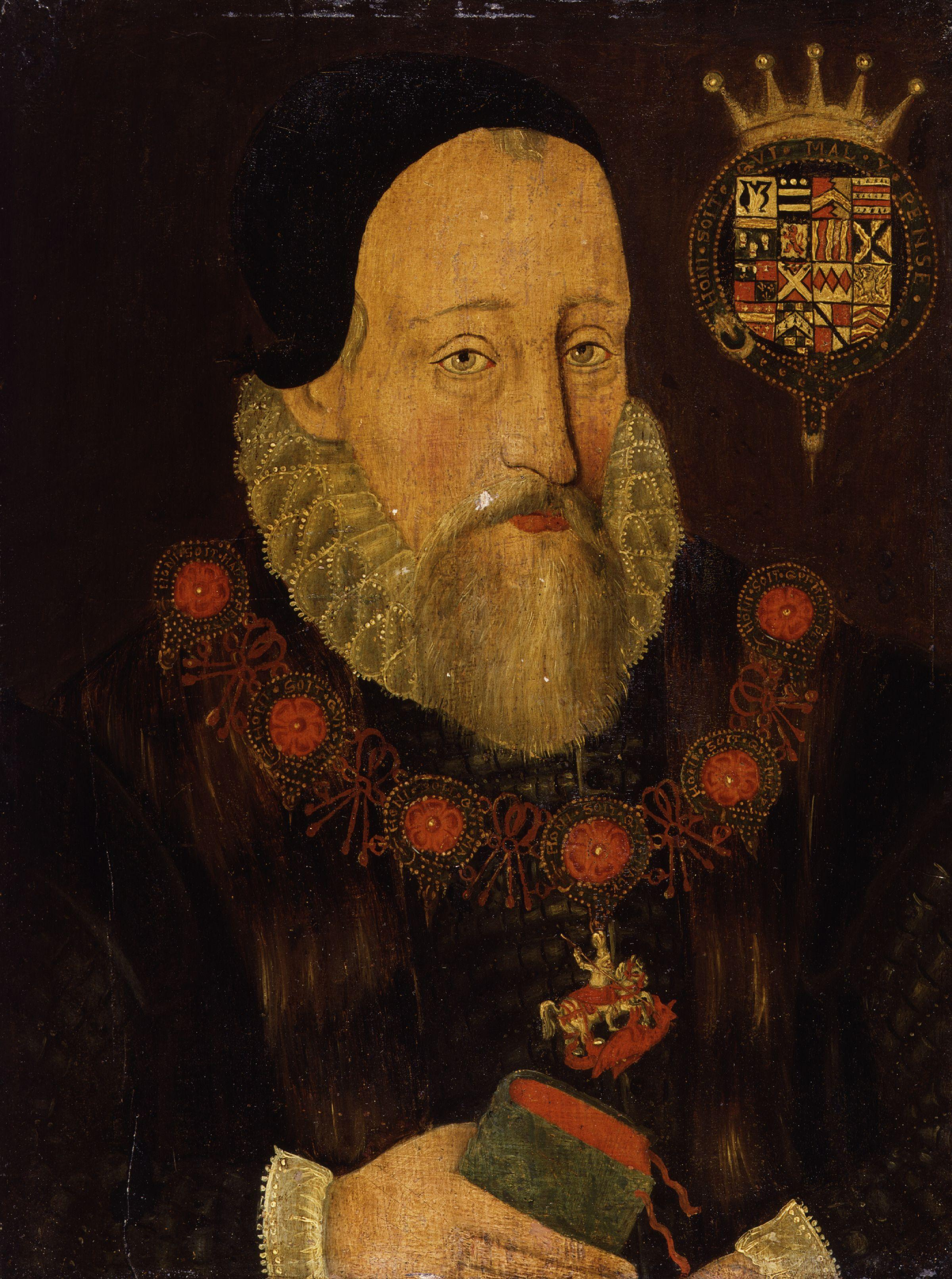
Henry Hastings,
III conte di Huntingdon

Il titolo venne ricreato per George Hastings, III Barone Hastings, V barone Hungerford, VI barone Botreaux e IV barone de Moleyns. Egli combatté nelle guerre di Francia per Enrico VIII d'Inghilterra. Nel 1529 il re lo creò quindi Conte di Huntingdon nella parìa d'Inghilterra, col diritto di trasmetterlo ai propri figli ed eredi sino ai nostri giorni.
L'ultimo conte della linea diretta della famiglia degli Hastings fu Francis Hastings, X conte di Huntingdon il quale alla sua morte nel 1789 non nominò alcun erede ai suoi titoli e la contea venne dichiarata quiescente. Egli venne succeduto de jure dal lontano cugino, il reverendo Theophilus Henry Hastings, il quale era pro-pro-pronipote di sir Edward Hastings (m. 1603), figlio minore del secondo conte. Alla sua morte i titoli passarono a suo nipote Hans Francis Hastings, figlio di George Hastings, il quale nel 1819 ottenne a tutti gli effetti un seggio nella camera dei lords e come tale ebbe ufficialmente il riconoscimento della presa di posizione del titolo da parte del suo ramo della casata.
La residenza ufficiale della famiglia è attualmente Hodcott House, presso West Ilsley, nel Berkshire.

## Contionoraridi Huntingdon, prima creazione (1065)
- Waltheof (m. 1076)
- Maud di Northumbria
- Enrico di Scozia
- Simon II de Senlis
- Malcolm IV di Scozia
- Guglielmo I di Scozia
- Simon III de Senlis
- Davide di Scozia, conte di Huntingdon (m. 1219)
- Giovanni di Scozia, conte di Huntingdon

## Conti di Huntingdon, seconda creazione (1337)
- William de Clinton, I conte di Huntingdon (1304–1354)

## Conti di Huntingdon, terza creazione (1377)
- Guichard d'Angle, conte di Huntingdon (m. 1380) (a vita)

## Conti di Huntingdon, quarta creazione (1388)
- John Holland, I duca di Exeter (1350–1400) (annullato nel 1400)
- John Holland, II duca di Exeter (1395–1447) (restaurato nel 1416)
- Henry Holland, III duca di Exeter (1430–1475) (annullato nel 1461)

## Conti di Huntingdon, quinta creazione (1471)
- vedi Marchese di Dorset, terza creazione (1475)

## Conti di Huntingdon, sesta creazione (1479)
- William Herbert, I conte di Huntingdon (1451–1491)

## Conti di Huntingdon, settima creazione (1529)
- George Hastings, I conte di Huntingdon (1488–1544)
- Francis Hastings, II conte di Huntingdon (1514–1560)
- Henry Hastings, III conte di Huntingdon (1536–1595)
- George Hastings, IV conte di Huntingdon (1540–1604)
- Henry Hastings, V conte di Huntingdon (1586–1643)
- Ferdinando Hastings, VI conte di Huntingdon (1609–1656)
- Theophilus Hastings, VII conte di Huntingdon (1650–1701)
- George Hastings, VIII conte di Huntingdon (1677–1705)
- Theophilus Hastings, IX conte di Huntingdon (1696–1746)
- Francis Hastings, X conte di Huntingdon (1729–1789) (titolo quiescente alla sua morte)
- Theophilus Henry Hastings, de jure XI conte di Huntingdon (1728–1804)
- Hans Francis Hastings, XII conte di Huntingdon (1779–1828) (confermato nel titolo nel 1819)
- Francis Theophilus Henry Hastings, XIII conte di Huntingdon (1808–1875)
- Francis Power Plantagenet Hastings, XIV conte di Huntingdon (1841–1885)
- Warner Francis John Plantagenet Hastings, XV conte di Huntingdon (1868–1939)
- Francis John Clarence Westenra Plantagenet Hastings, XVI conte di Huntingdon (1901 – 1990)
- William Edward Robin Hood Hastings-Bass, XVII conte di Huntingdon (n. 1948)